# Jean Henninger
 (mai 2016).
Si vous disposez d'ouvrages ou d'articles de référence ou si vous connaissez des sites web de qualité traitant du thème abordé ici, merci de compléter l'article en donnant les références utiles à sa vérifiabilité et en les liant à la section « Notes et références ».
Jean Henninger est un sculpteur français né le 17 mai 1916 à Strasbourg et mort dans la même ville le 14 février 1994.

## Biographie
Jean Henninger entre comme élève à l'école municipale des arts décoratifs de Strasbourg en 1931. Il y passe une année comme élève ébéniste et quatre comme élève sculpteur. Il est diplômé en 1936 avec la mention très bien, obtient le prix de la Ville de Strasbourg et reçoit la plaquette de la Société d'encouragement à l'art et à l'industrie.
En octobre 1936, il est admis comme élève à l'École nationale supérieure des beaux-arts de Paris dans l'atelier de Jean Boucher. Appelé sous les drapeaux en 1937, il n'est démobilisé qu'en 1940. Il reprend ses études pendant deux ans comme Meisterschüler à l’École des beaux-arts décoratifs[Quoi ?]. Il est incorporé de force à la Wehrmacht (1943-1945). Après la Libération, il continue ses études aux Beaux-Arts de Paris (atelier Niclausse) et concourt sans succès au prix de Rome en 1946.
Il devient professeur de sculpture à l'École supérieure des arts décoratifs de Strasbourg en 1955 et reçoit le prix Schongauer de l'Académie des sciences, lettres et arts d'Alsace en 1962.
Il est marié et père de deux enfants.

## Œuvres
Allemagne
- Munich, deux fontaines en bronze.

France

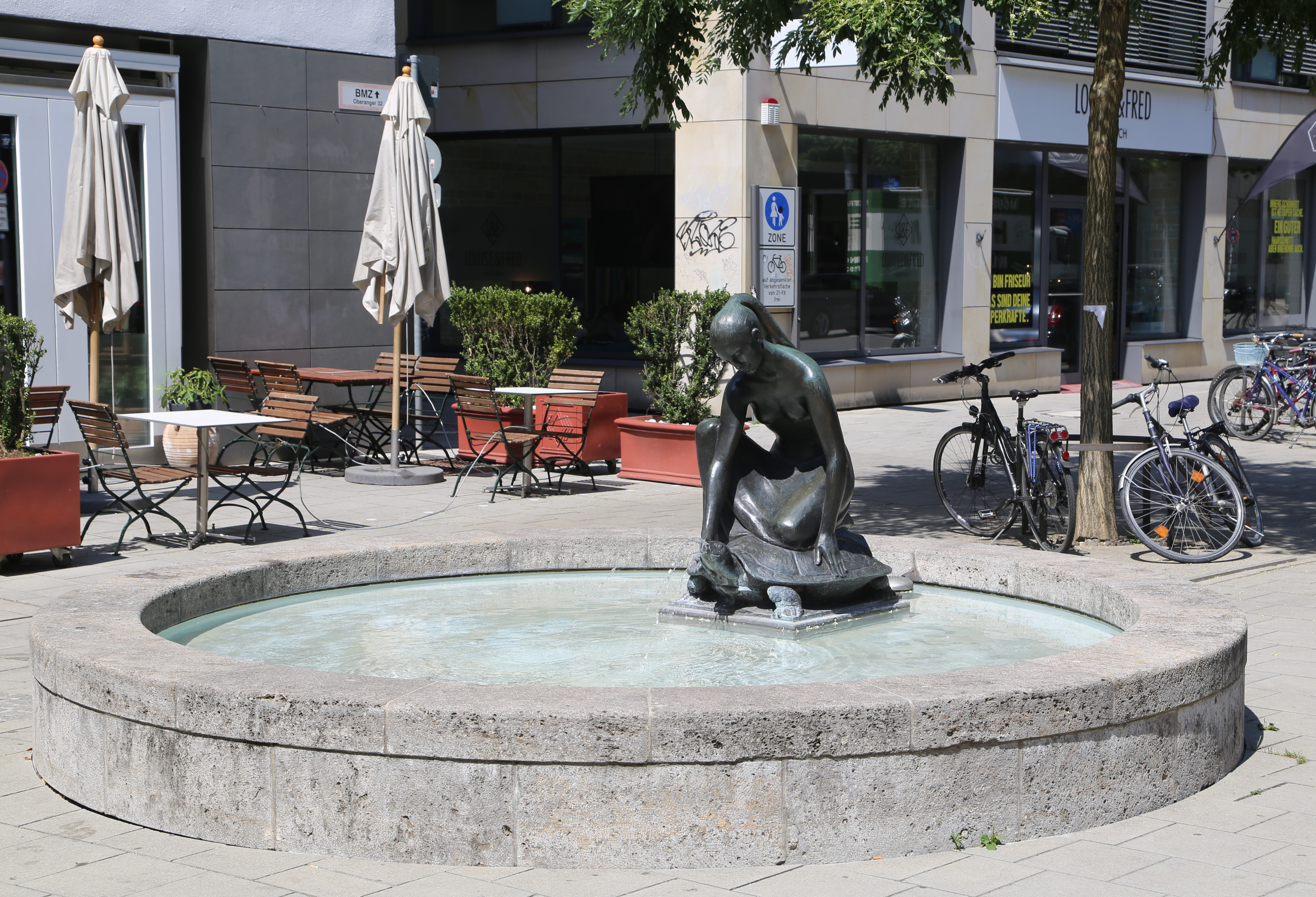
Fontaine à Munich.

- Bennwihr, église : tabernacle et chandelier.
- Erstein, chapelle de l'hôpital : Christ monumental à l'extérieur et Christ à l'intérieur, les deux en bois.
- Holtzwihr, église : toute la décoration intérieure.
- Rhinau, église Saint-Michel : Saint-Michel, bas-relief surplombant le porche d'entrée.
- Schirrhein, église.
- Strasbourg :
  - église Saint-Matthieu : autel.
  - Esplanade : La Sirène, fontaine.
  - place d'Austerlitz : Jeune fille à la tortue, fontaine en bronze.
  - restaurant Au Romain : décoration, pierre.
- Wœrth, monument commémoratif de 1870.